# Olvídame
«Olvídame» es una canción de Thalía. Es el quinto sencillo de su noveno álbum de estudio El sexto sentido y el segundo de la reedición del mismo álbum: El sexto sentido: Re+Loaded. La canción fue lanzada en varios países hispanoamericanos, tales como México, Colombia y Argentina. Esta canción fue escrita por los Colombianos Estéfano y Julio Reyes, y producida por Estéfano. Por lo general, aparece como una de sus mejores actuaciones en su voz según sus fanes.

## Videoclip
El video musical "Olvídame" fue filmado en la ciudad de Nueva York, y era a la vez producido y dirigido por Thalía. Era la primera vez que dirigió su propio video musical. El video narra una historia de un amor sin final feliz. La mujer (Thalía), decide empezar una nueva vida en una casa nueva, pero cuando se está moviendo las cajas se encontró con algunos aspectos de su amor perdido y lo visita en el cementerio. El video se estrenó oficialmente el 9 de mayo de 2006 en México.

## Lista de canciones
Mexicano CD single
1. «Olvídame» (Álbum Versión) - 4:09

- Datos: Q736781